# Паруро (провинция)
Паруро (исп. Paruro Province, кечуа  Paruru pruwinsya) — одна из 13 провинций перуанского региона Куско. Площадь составляет 1984 км². Население — 32 244 человека; плотность населения — 16,25 чел/км². Столица — одноимённый город.

## География
Граничит с провинциями: Куско (на севере), Киспиканчи и Акомайо (на востоке), Анта (на северо-западе), Чумбивилкас (на юге), а также с регионом Апуримак (на западе).

## Административное деление
В административном отношении делится на 9 районов:
- Паруро
- Акча
- Ккапи
- Колча
- Уаноките
- Омача
- Паккаритамбо
- Пильпинто
- Яуриске